# 네스토르 칸티야나
네스토르 이고르 칸티야나 칸티야나(스페인어: Néstor Igor Cantillana Cantillana, 1973년 7월 19일~)는 칠레의 배우이다.

## 영화
- 메모리 오브 워터 (2015년)
- 나무소년 (2012년)
- 노 (2012년)
- 하트 라디오 쇼 (2007년)
- 성스러운 가족 (2004년)
- 하몽 하몽 2 (2003년) - 실비오 역
- 축구 이야기 (1997년)